# Cathartes burrovianus
L'avvoltoio testagialla minore (Cathartes burrovianus Cassin, 1845), noto anche come avvoltoio di savana, è una specie di uccello appartenente alla famiglia dei Catartidi, gli avvoltoi del Nuovo Mondo. Fino al 1964 veniva classificato in un'unica specie assieme all'avvoltoio testagialla maggiore. È diffuso in Messico, America Centrale e Sudamerica, nelle aree erbose di pianura stagionalmente umide o inondate, nelle paludi e nelle foreste pesantemente degradate. Si tratta di un uccello dalle dimensioni piuttosto grandi, con un'apertura alare di 150–165 cm. Il piumaggio del corpo è nero, mentre testa e collo, privi di piume, hanno una colorazione arancio chiaro con aree rosse o azzurre. È privo di siringe, e per questo motivo le sue vocalizzazioni sono limitate a grugniti o a flebili sibili.
L'avvoltoio testagialla minore si nutre di carogne, che localizza grazie alla vista e all'olfatto, abilità, quest'ultima, rara tra gli uccelli. Per potersi nutrire delle carni degli animali più grandi ha bisogno che avvoltoi di maggiori dimensioni, come l'avvoltoio reale, facciano breccia all'interno dello spesso rivestimento di pelle che li ricopre, dal momento che il suo becco non è abbastanza forte per riuscirci. Come altri avvoltoi del Nuovo Mondo, l'avvoltoio testagialla minore utilizza le correnti ascensionali per spostarsi planando con il minimo sforzo. Depone le uova su superfici piatte, come il pavimento delle caverne, o nelle cavità degli alberi caduti. Nutre i piccoli rigurgitando loro il cibo.

## Tassonomia
L'avvoltoio testagialla minore venne descritto per la prima volta nel 1845 da John Cassin. Talvolta ne vengono riconosciute due sottospecie. La prima, Cathartes burrovianus urubitinga, descritta dall'ornitologo austriaco August von Pelzeln nel 1851, è la maggiore delle due ed è diffusa dall'Argentina alla Colombia, mentre la sottospecie nominale, Cathartes burrovianus burrovianus, è più piccola ed è presente nel Sudamerica nord-occidentale, nell'America Centrale e in Messico. Il nome del genere a cui l'avvoltoio testagialla minore appartiene,Cathartes, significa «purificatore» ed è la forma latinizzata del termine greco kathartes (καθαρτης). Il nome comune, avvoltoio, deriva dalla parola latina vulturus, cioè «colui che strappa», in riferimento alle sue abitudini alimentari.
L'esatta posizione tassonomica dell'avvoltoio testagialla minore e delle rimanenti sei specie di avvoltoi del Nuovo Mondo rimane incerta. Malgrado le somiglianze nell'aspetto e nel ruolo ecologico, gli avvoltoi del Nuovo Mondo e quelli del Vecchio Mondo si sono evoluti da antenati diversi in parti del mondo diverse. Dopo aver evidenziato che tra i due gruppi non vi era alcuna parentela, alcuni autori del passato ipotizzarono che gli avvoltoi del Nuovo Mondo fossero più strettamente imparentati con le cicogne. Autori più recenti, tuttavia, hanno continuato a classificarli all'interno dell'ordine dei Falconiformi assieme agli avvoltoi del Vecchio Mondo o li hanno posti in un apposito ordine distinto, i Catartiformi. Lo staff della South American Classification Committee ha tolto gli avvoltoi del Nuovo Mondo dall'ordine dei Ciconiiformi e li ha classificati come Incertae sedis, pur considerando possibile una riclassificazione tra i Falconiformi o i Catartiformi. Come altri avvoltoi del Nuovo Mondo, l'avvoltoio testagialla minore ha un corredo diploide di 80 cromosomi.

## Descrizione

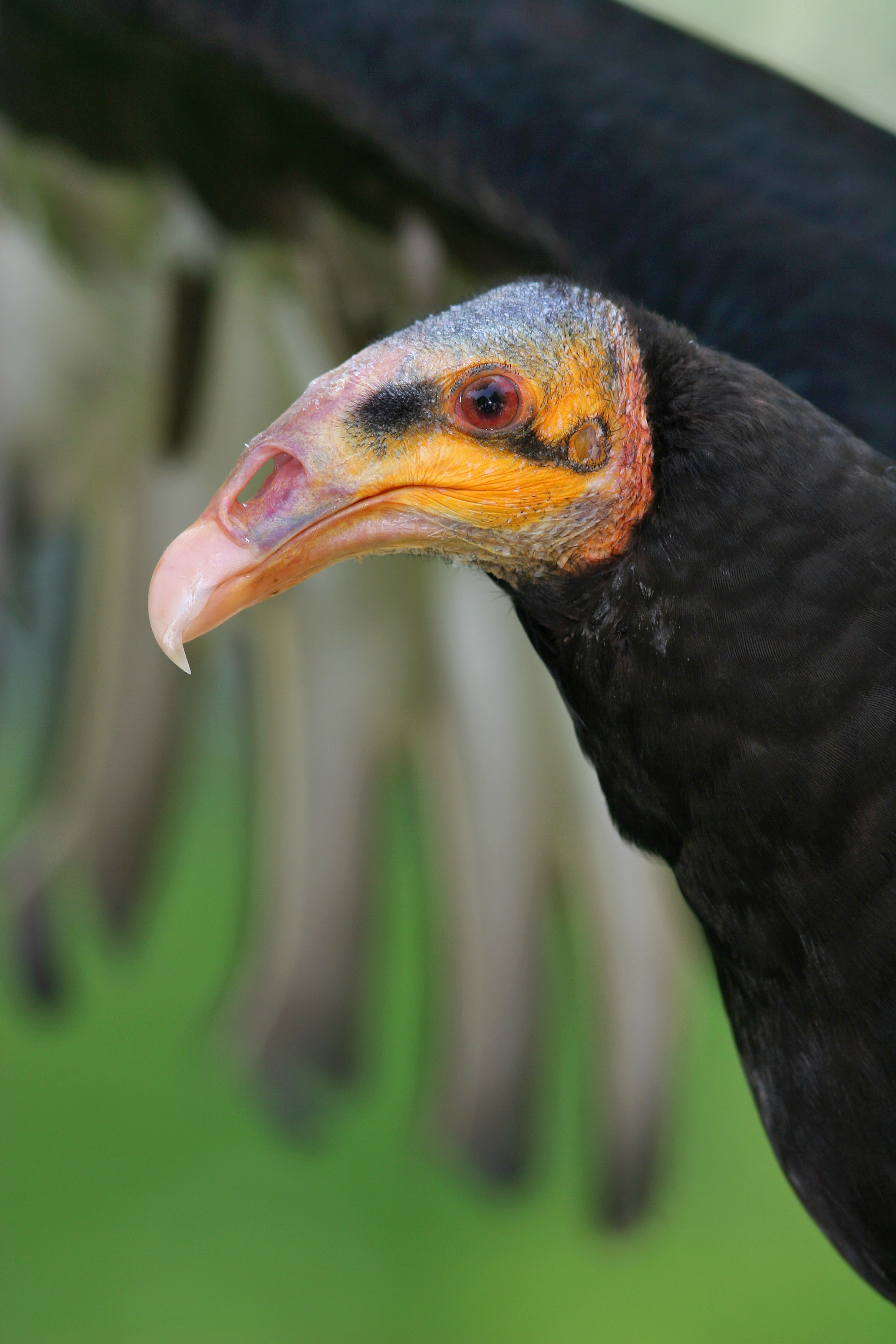
Avvoltoio testagialla minore al Natura Artis Magistra.

L'avvoltoio testagialla minore misura 53–66 cm di lunghezza, ha un'apertura alare di 150–165 cm e una coda lunga 19–24 cm. Pesa 0,95-1,55 kg. Il piumaggio è nero con riflessi verdi. La gola e i lati della testa sono privi di piume. Anche la testa è priva di piume, e la pelle che la ricopre è gialla, con fronte e nuca rossastre e sommità grigio-azzurra. L'iride degli occhi è rossa, le zampe sono bianche, e il becco è color carne. L'occhio possiede una singola fila incompleta di ciglia sulla palpebra superiore e due file su quella inferiore. La coda è arrotondata e relativamente breve per un avvoltoio; l'estremità delle ali chiuse si estende oltre la coda. Gli avvoltoi testagialla minori immaturi hanno piumaggio dai toni più marroncini, testa scura e nuca bianca.
Il becco è spesso, arrotondato e uncinato all'estremità. Le dita anteriori sono lunghe, presentano piccole membrane alla base e non sono adatte per afferrare. L'apertura delle narici è longitudinale, e le narici sono prive di setto. Come tutti gli avvoltoi del Nuovo Mondo, l'avvoltoio testagialla maggiore è privo di siringe, e non è quindi in grado di emettere altri suoni all'infuori di grugniti o flebili sibili.
Si differenzia dall'avvoltoio testagialla maggiore, dall'aspetto molto simile, per varie caratteristiche. Innanzitutto, come è facile intuire, ha dimensioni minori e costituzione meno robusta dell'avvoltoio testagialla maggiore, nonché coda più breve e sottile. Il piumaggio appare più marroncino di quello scuro, nero lucido, dell'avvoltoio testagialla maggiore. Le zampe hanno colore più chiaro, e la testa ha tonalità più arancio di quella più gialla dell'avvoltoio testagialla maggiore. Il suo volo è inoltre meno regolare di quello dell'avvoltoio testagialla maggiore. L'avvoltoio testagialla minore preferisce vivere nelle savane, diversamente dall'avvoltoio testagialla maggiore, che predilige le foreste.
Oltre che all'avvoltoio testagialla maggiore, somiglia molto anche all'avvoltoio collorosso.

## Distribuzione e habitat

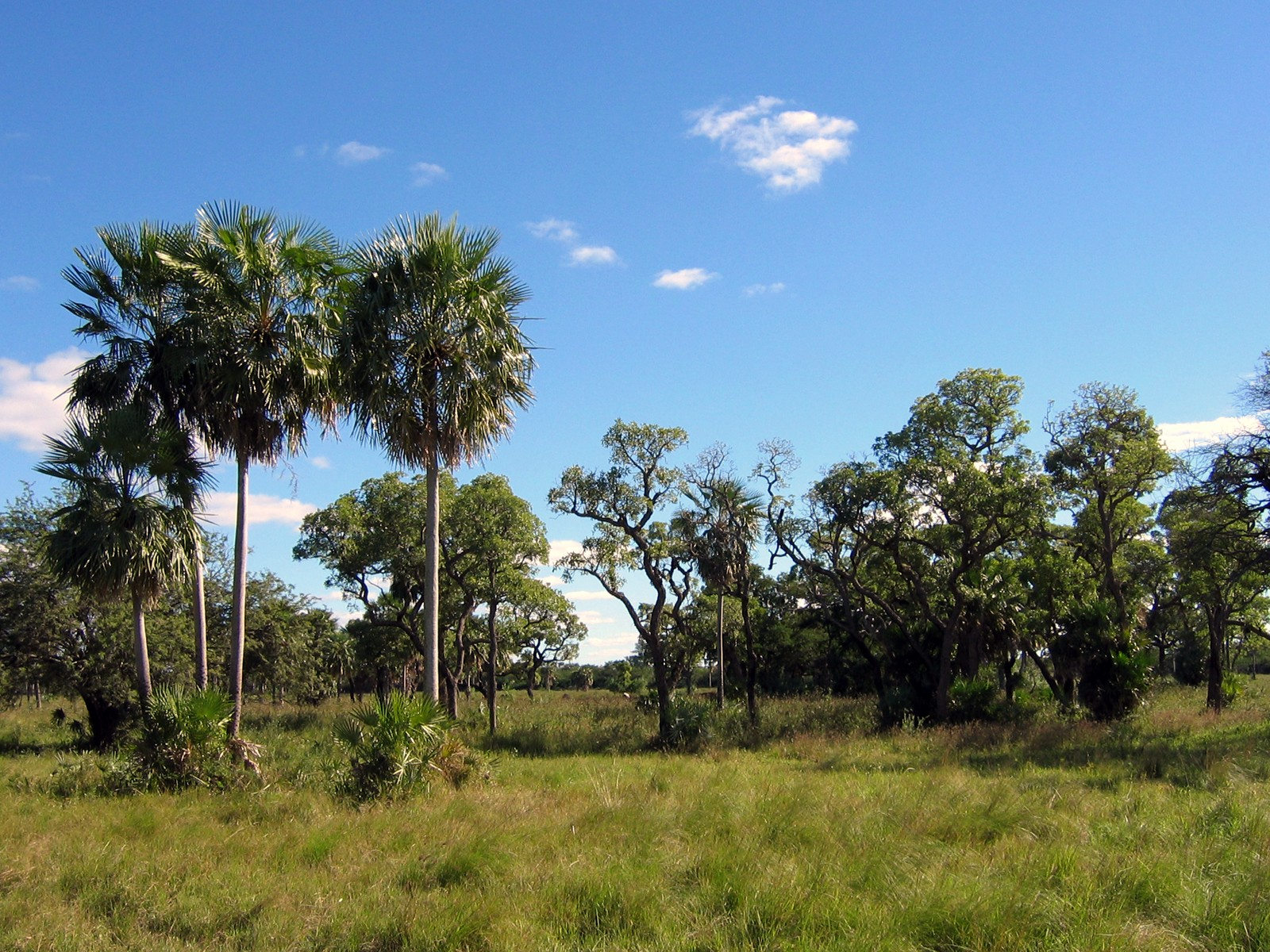
La savana del Gran Chaco, in cui abita l'avvoltoio testagialla minore.

È presente in Argentina, Belize, Bolivia, Brasile, Cile, Colombia, Costa Rica, Ecuador, El Salvador, Guatemala, Guyana, Guyana francese, Honduras, Messico, Nicaragua, Panama, Paraguay, Perù, Suriname, Uruguay e Venezuela. Suoi habitat naturali sono aree erbose di pianura stagionalmente umide o inondate subtropicali o tropicali, paludi, mangrovie e foreste pesantemente degradate. Talvolta può spingersi anche in territori aridi e radure. Generalmente non si trova in regioni elevate.
Da questo uccello dall'aspetto simile a un corvo ha preso il nome la Quebrada de los Cuervos (la Gola dei Corvi) in Uruguay, dove la specie abita assieme all'avvoltoio collorosso e all'urubù.

## Biologia
L'avvoltoio testagialla minore si sposta da solo, con le ali tenute in posizione diedrale. Quando va in cerca di cibo sorvola planando a bassa quota le zone umide, e si appollaia su pali per recinzioni o su altri posatoi poco elevati. Quando è in volo, si sposta da solo o in coppia e solo raramente viene avvistato in gruppi. Il volo dell'avvoltoio testagialla minore costituisce un esempio di volo planante statico, in quanto l'animale sfrutta le correnti ascensionali per mantenere l'elevazione senza aver bisogno di sbattere le ali. In aria, questo avvoltoio si spinge solo di rado a quote elevate, prediligendo volare a bassa quota. Si ritiene che questo uccello effettui brevi migrazioni in risposta ai cambiamenti nei livelli delle acque nelle zone in cui vive. L'avvoltoio testagialla minore, come altri avvoltoi del Nuovo Mondo, pratica il peculiare comportamento dell'uroidrosi, cioè urina o defeca sulle proprie zampe per rinfrescarle attraverso l'evaporazione.

### Alimentazione
L'avvoltoio testagialla minore è saprofago e si nutre esclusivamente di carogne. Si nutre delle carcasse degli animali investiti dai veicoli o delle carcasse di qualsiasi tipo di animale, ma va a caccia anche di animali vivi, specialmente di piccoli animali acquatici nelle paludi. Predilige la carne fresca, ma spesso non può essere il primo a cibarsi delle carni della carcassa di un animale di grandi dimensioni perché il suo becco non è abbastanza robusto da aprire una breccia attraverso lo spesso strato di pelle. L'avvoltoio testagialla minore smette di cibarsi da una determinata carogna quando questa raggiunge uno stato di avanzata decomposizione, poiché inizia a essere contaminata da microrganismi tossici. Come altri avvoltoi, gioca un ruolo importante nell'ecosistema, dal momento che elimina carogne che potrebbero diventare un terreno di coltura per gli agenti patogeni.
L'avvoltoio testagialla minore utilizza la vista acuta per localizzare le carogne al suolo, ma anche il senso dell'olfatto, una capacità rara nel mondo degli uccelli. Individua le carogne captando l'odore dell'etantiolo, un gas prodotto dagli inizi dei processi di decomposizione negli animali morti. Il lobo olfattivo del suo cervello, responsabile delle capacità olfattive, è particolarmente grande rispetto a quello di altri animali. Questa caratteristica degli avvoltoi del Nuovo Mondo è stata sfruttata anche dall'uomo: l'etantiolo, infatti, viene introdotto appositamente nei gasdotti, e gli ingegneri individuano le perdite seguendo gli avvoltoi in cerca di cibo.
Gli avvoltoi reali, privi dell'abilità di localizzare le carogne con l'olfatto, seguono gli avvoltoi testagialla minori fino alle carcasse, per poi aprire il primo squarcio nella pelle della carcassa. Questo consente al più piccolo avvoltoio testagialla minore, dotato di un becco più debole, di avere accesso al cibo, poiché esso non è in grado di lacerare da solo la spessa pelle degli animali di maggiori dimensioni. Questo caso costituisce un esempio di mutua dipendenza tra specie diverse. Generalmente viene allontanato dalle carcasse sia dagli avvoltoi collorosso che dagli avvoltoi reali, a causa delle loro maggiori dimensioni.

### Riproduzione

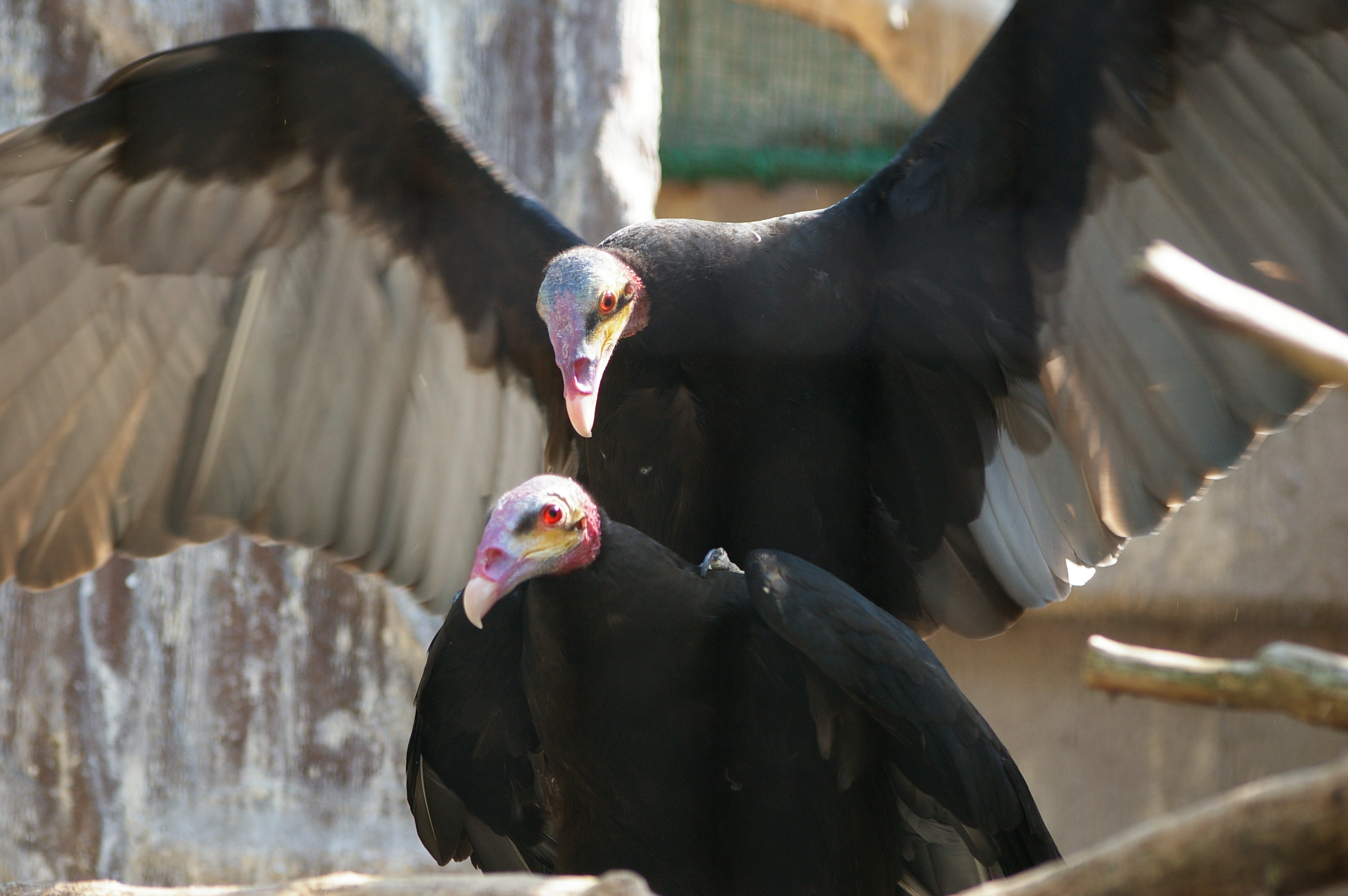
Allo zoo di Tennoji di Osaka.

Gli avvoltoi testagialla minori non costruiscono nidi, ma piuttosto depongono le proprie uova sul terreno, su scarpate, sul pavimento delle caverne, o nelle cavità degli alberi. Le uova sono color crema, con macchioline marroni e grigie, in particolare attorno al polo maggiore. Generalmente vengono deposte due uova. I pulcini sono altriciali - alla schiusa sono ciechi, glabri e relativamente immobili. Si ricoprono di piumino solo successivamente. I genitori nutrono i piccoli rigurgitando del cibo predigerito nel proprio becco, da dove i pulcini possono berlo. I giovani si involano a due o tre mesi.

## Conservazione
L'avvoltoio testagialla minore è classificato come specie a basso rischio dalla IUCN, in quanto il suo areale si estende su una superficie totale stimata in 7.800.000 km² ed il numero totale di esemplari è stimato tra le 100.000 e il milione di unità. La sua popolazione sembra essere stabile.